# Jennifer Inniss
Jennifer Inniss (* 21. November 1959) ist eine ehemalige US-amerikanische Weitspringerin und Sprinterin guyanischer Herkunft.
Bei den Olympischen Spielen 1980 in Moskau kam sie im Weitsprung auf den 13. Platz und schied über 100 Meter im Vorlauf aus.
Im Weitsprung wurde sie Elfte bei den Weltmeisterschaften 1983 in Helsinki und scheiterte bei den Olympischen Spielen 1984 in Los Angeles in der Qualifikation.
Für die USA startend gewann sie in derselben Disziplin 1987 bei den Panamerikanischen Spielen in Indianapolis Silber und wurde bei den Weltmeisterschaften in Rom Siebte. Bei den Hallenweltmeisterschaften 1989 in Budapest wurde sie Achte.
1989 wurde sie US-Hallenmeisterin im Weitsprung. In derselben Disziplin wurde sie 1982 für die California State University, Los Angeles startend NCAA-Meisterin.

## Persönliche Bestleistungen
- 50 m (Halle): 6,31 m, 11. Februar 1983, Daly City (guyanischer Rekord)
- 60 m (Halle): 7,42 m, 22. Januar 1983, Albuquerque (guyanischer Rekord)
- 100 m: 11,15 s, 17. Juli 1988, Indianapolis
- Weitsprung: 6,85 m, 13. August 1987, Indianapolis (guyanischer Rekord: 6,82 m, 14. August 1982, Nizza)
  - Halle: 6,61 m, 5. Februar 1988, New York City (guyanischer Rekord: 6,53 m, 24. Februar 1984, New York City)